# Podróż magiczna
Podróż magiczna – czternasty album zespołu Skaldowie, składający się z niepublikowanych nagrań zespołu z końca lat 70. XX wieku, oraz dwóch dużych form muzycznych. 
Tytułowa „Podróż magiczna” to suita napisana przez Andrzeja Zielińskiego do baletu o tym tytule, w 1978 roku. Zespół nagrał ją dla telewizji między 20 a 22 grudnia 1978, a emisja odbyła się 3 marca 1979. Suita jest najdłuższym utworem nagranym przez Skaldów – trwa prawie 32 minuty. Drugi długi utwór to „Zimowa bajka”, napisana przez Zielińskiego według poematu Heinego „Deustschland. Ein Wintermaerchen”, jednak na płycie prezentowana jest w skróconej wersji – trwającej 15 minut. Pozostałą część płyty wypełniają piosenki, każda z muzyką Andrzeja Zielińskiego do słów różnych poetów. Płyta została wydana w nakładzie 500 sztuk, i obecnie jest białym krukiem na rynku muzycznym. Album doczekał się reedycji wydanej w 2012 roku nakładem wydawnictwa Kameleon Records.

## Lista utworów
Źródło:.
1. „Podróż magiczna” (Andrzej Zieliński) – 31:53
2. „Zimowa bajka” (Andrzej Zieliński) – 14:25
3. „Nocni jeźdźcy” (Andrzej Zieliński – Krzysztof Logan Tomaszewski) – 4:35
4. „Ostry zakręt” (Andrzej Zieliński – Leszek Aleksander Moczulski) – 5:19
5. „Zapadam w sen” (Andrzej Zieliński – Andrzej Kuryło) – 3:45
6. „Wiosna nadęta” (Andrzej Zieliński – Jan Wołek) – 6:36
7. „Pamiętam wszystko” (Andrzej Zieliński – Andrzej Jastrzębiec-Kozłowski) – 6:18
8. „Pachnie chlebem” (Andrzej Zieliński – Grzegorz Walczak) – 5:25

## Skład zespołu
Źródło:.
- Andrzej Zieliński – piano Fendera, fortepian, syntezatory Yamaha i Roland, organy Hammonda, śpiew
- Jacek Zieliński – skrzypce, viola d’amore, trąbka, śpiew
- Konrad Ratyński – gitara basowa, śpiew
- Jerzy Tarsiński – gitara
- Jan Budziaszek – perkusja (1–4, 8)
- Wiktor Kierzkowski – perkusja (5–7)

oraz:
- Orkiestra i Chór PWSM w Katowicach
- Władysław Komendarek – syntezator Yamaha
- Paweł Birula – gitara 12-strunowa
- Henryk Miśkiewicz – saksofon altowy
- Zespół wokalny Alibabki